# 小分子
小分子（英語：small molecule）是一个有机化学概念。一般将分子量小于900道尔顿的有机化合物分子称为小分子。小分子的直径以纳米计。目前大部分药物都是小分子类药物，蛋白质、核酸等生物大分子的基本组成单位（如氨基酸、核糖核苷酸、脱氧核苷酸）也是小分子。
小分子药物一般是抑制剂，通过干扰蛋白间相互作用起效。

## 药理学
目前大部分的药物都是小分子药物
。小分子的分子量上限一般设在900道尔顿。这是因为900道尔顿以下的分子在人体内能较快速地扩散进入细胞，到达作用靶点。根据里宾斯基五规则，口服给药的小分子药物的分子量最好能低于500道尔顿，否则损耗率会出现明显上升。